# World Bowl
World Bowl var finalen i NFL Europe och den europeiska varianten till Super Bowl.
Namnet kommer från den första säsongen 1991 då dåvarande "World League of American Football" hade lag från flera kontinenter. Efter 1995 deltog bara europeiska lag.
World Bowl spelades på 11 olika arenor i 9 olika städer. Flest finaler hade Düsseldorf med fyra, Frankfurt hade tre finaler och Amsterdam var värd två gånger. Både Düsseldorf (Rheinstadion och LTU Arena) och Amsterdam (Amsterdams Olympiastadion och Amsterdam ArenA) arrangerade finaler på två olika arenor, medan arenan i Frankfurt har bytt namn, från Waldstadion till Commerzbank-Arena.
Frankfurt Galaxy var mest framgångsrik med sina fyra vinster. Berlin Thunder hade totalt tre segrar.
Flest finaler hade Frankfurt Galaxy med åtta matcher, Rhein Fire ställde upp i fem finaler medan både Barcelona Dragons och Berlin Thunder var med i fyra finaler.
Berlin Thunder var enda lag som vann två efterföljande säsonger, 2001 samt 2002.  

## Resultat
| Säsong (nummer) | Datum År             | Segrare              | Förlorare            | Resultat             | Ort                  | Stadion                   |
| --------------- | -------------------- | -------------------- | -------------------- | -------------------- | -------------------- | ------------------------- |
| 1991 (I)        | 9 juni 1991          | London Monarchs      | Barcelona Dragons    | 21:0                 | London               | Wembley Stadium           |
| 1992 (II)       | 6 juni 1992          | Sacramento Surge     | Orlando Thunder      | 21:17                | Montréal             | Montréals Olympiastadion  |
| 1993            | Säsongen ställdes in | Säsongen ställdes in | Säsongen ställdes in | Säsongen ställdes in | Säsongen ställdes in | Säsongen ställdes in      |
| 1994            | Säsongen ställdes in | Säsongen ställdes in | Säsongen ställdes in | Säsongen ställdes in | Säsongen ställdes in | Säsongen ställdes in      |
| 1995 (III)      | 17 juni 1995         | Frankfurt Galaxy     | Amsterdam Admirals   | 26:22                | Amsterdam            | Amsterdams Olympiastadion |
| 1996 (IV)       | 23 juni 1996         | Scottish Claymores   | Frankfurt Galaxy     | 32:27                | Edinburgh            | Murrayfield Stadium       |
| 1997 (V)        | 22 juni 1997         | Barcelona Dragons    | Rhein Fire           | 38:24                | Barcelona            | Barcelonas Olympiastadion |
| 1998 (VI)       | 14 juni 1998         | Rhein Fire           | Frankfurt Galaxy     | 34:10                | Frankfurt am Main    | Waldstadion               |
| 1999 (VII)      | 27 juni 1999         | Frankfurt Galaxy     | Barcelona Dragons    | 38:24                | Düsseldorf           | Rheinstadion              |
| 2000 (VIII)     | 25 juni 2000         | Rhein Fire           | Scottish Claymores   | 13:10                | Frankfurt am Main    | Waldstadion               |
| 2001 IX         | 30 juni 2001         | Berlin Thunder       | Barcelona Dragons    | 24:17                | Amsterdam            | Amsterdam ArenA           |
| 2002 X          | 22 juni 2002         | Berlin Thunder       | Rhein Fire           | 26:20                | Düsseldorf           | Rheinstadion              |
| 2003 XI         | 14 juni 2003         | Frankfurt Galaxy     | Rhein Fire           | 35:16                | Glasgow              | Hampden Park              |
| 2004 XII        | 12 juni 2004         | Berlin Thunder       | Frankfurt Galaxy     | 30:24                | Gelsenkirchen        | Arena AufSchalke          |
| 2005 XIII       | 11 juni 2005         | Amsterdam Admirals   | Berlin Thunder       | 27:21                | Düsseldorf           | LTU Arena                 |
| 2006 XIV        | 27 maj 2006          | Frankfurt Galaxy     | Amsterdam Admirals   | 22:7                 | Düsseldorf           | LTU Arena                 |
| 2007 XV         | 23 maj 2007          | Hamburg Sea Devils   | Frankfurt Galaxy     | 37:28                | Frankfurt            | Commerzbank-Arena         |